# Stazione di Tor di Quinto
La stazione di Tor di Quinto è una fermata ferroviaria di Roma. Si trova sul tratto urbano della ferrovia Roma-Civita Castellana-Viterbo. Nella zona sono presenti insediamenti artigianali e di piccole industrie, nonché alcune strutture militari.
Dal 1º luglio 2022 è gestita da ASTRAL.

## Storia
La stazione, in origine denominata "Aeroporto", per la sua vicinanza all'aeroporto dell'Urbe, venne attivata il 28 ottobre 1932, come parte della nuova tratta ferroviaria fra Roma e Civita Castellana.
Assunse la denominazione attuale fra il 1947 e il 1954.
La stazione fu interessata dai lavori di potenziamento negli anni 1950 in previsione della costruzione di quello che allora veniva chiamata "Circonvallazione di Roma". La stazione fu spostata di circa un chilometro più avanti rispetto alla posizione precedente, al progressivo 5+062, fu costruito il fabbricato viaggiatori e l'alloggio per due famiglie ed un piccolo sotto-passaggio di circa 70 metri. La nuova fermata fu inaugurata il 23 marzo 1954.
A seguito dell'efferato omicidio di Giovanna Reggiani, accaduto nei pressi il 30 ottobre 2007, la stazione fu chiusa al traffico passeggeri pochi giorni dopo, il 5 novembre, per procedere a lavori di ricostruzione e adeguamento agli standard metropolitani, che erano comunque già stati pianificati. La stazione rinnovata riaprì al servizio il 13 ottobre 2009.
Nell'ambito dei lavori che dal 2021 stanno interessando la Cintura Nord (parte dell'incompiuto anello ferroviario di Roma) è stata prevista la demolizione della stazione attuale, che verrà sostituita da un nuovo impianto che funga anche da nodo di scambio tra la ferrovia Roma Nord e la nuova stazione dell'anello ferroviario. Il completamento di questa fase è previsto per il 2027.

## Movimento
La stazione è servita dai treni regionali svolti da Cotral nell'ambito del contratto di servizio con la regione Lazio.

## Interscambi
- Fermata autobus ATAC